# 日高トラ子
日高 トラ子は、日本の漫画家。宮崎県日向市出身。
19歳で新人賞受賞。2013年、『東京おんな一人飯』で「第1回エブリスタ・コミックエッセイ賞特別賞」受賞。

## 作品
- 東京おんな一人飯（『エブリスタ』2013年、全1巻）[3]
  - ISBN 978-4-041104-21-7
- たわら猫とまちがい人生（『マンガボックス』2014年、電子書籍版全7巻[4]、紙書籍版全3巻[5]）
  - ISBN 978-4-063951-54-7, 978-4-063952-37-7, 978-4-063953-36-7
- ブレオデ酸っぱい劇場（『Gumi』ゲーム「ブレイジングオデッセイ」[6]の販促マンガ。詳細不明[7][8][9][10][11][12]）
- 三角的恋愛の饗宴[13]（『マンガボックス』2017年 - 2018年、全4巻[4]）
- 天才子役、誘拐される[14]（『マンガボックス』2019年4月16日[15] - 2021年3月16日[16]、全5巻[4]）
- 呪い刻むは我にあり[17]（『マンガボックス』2021年9月16日[18] - 2024年3月14日[19]、電子書籍版全8巻[4]、紙書籍版既刊1巻[20]）